# José María Díaz Sanjurjo
José María Díaz Sanjurjo, secondo la grafia galiziana moderna Xosé María Díaz Sanxurxo (Santa Eulalia de Suegos, 25 ottobre 1818 – Nam Định, 20 luglio 1857), è stato un vescovo cattolico e santo spagnolo.

## Biografia
José María Díaz Sanjurjo è stato un missionario domenicano spagnolo, vescovo titolare di Platea e vicario apostolico del Tonchino centrale; fu decapitato in Vietnam per ordine dell'imperatore Tự Đức. Dichiarato martire e beatificato nel 1951, è stato proclamato santo da papa Giovanni Paolo II nel 1988.
Il suo elogio si legge nel Martirologio romano al 20 luglio; la memoria obbligatoria dei santi martiri del Vietnam si celebra il 24 novembre.

## Genealogia episcopale e successione apostolica
La genealogia episcopale è:
- Cardinale Scipione Rebiba
- Cardinale Giulio Antonio Santori
- Cardinale Girolamo Bernerio, O.P.
- Arcivescovo Galeazzo Sanvitale
- Cardinale Ludovico Ludovisi
- Cardinale Luigi Caetani
- Cardinale Ulderico Carpegna
- Cardinale Paluzzo Paluzzi Altieri degli Albertoni
- Papa Benedetto XIII
- Papa Benedetto XIV
- Cardinale Enrico Enriquez
- Arcivescovo Manuel Quintano Bonifaz
- Arcivescovo Basilio Tomás Sancho y Hernando de Santas Justa y Rufina, Sch.P.
- Arcivescovo Juan Antonio Gallego y Orbigo, O.F.M.Disc.
- Vescovo Domingo Collantes, O.P.
- Arcivescovo Juan Antonio Zulaibar y Aldape, O.P.
- Vescovo Francisco Albán Barreiro, O.P.
- Vescovo Juan Antonio Lillo, O.F.M.Disc.
- Arcivescovo José Maria Seguí Molas, O.S.A.
- Vescovo Pierre-André Retord, M.E.P.
- Vescovo Jerónimo Hermosilla Aransáez, O.P.
- Vescovo José María Díaz Sanjurjo, O.P.

La successione apostolica è:
- Vescovo José Melchor García-Sampedro Suárez, O.P. (1855)